# Iberolacerta horvathi
Iberolacerta horvathi е вид влечуго от семейство Гущерови (Lacertidae). Видът е почти застрашен от изчезване.

## Разпространение
Разпространен е в Австрия, Германия, Италия, Словения и Хърватия.